# Бакарасьевка
Бакара́сьевка — река в Михайловском районе Приморского края России, левый приток Михайловки.

## Физико-географическая характеристика

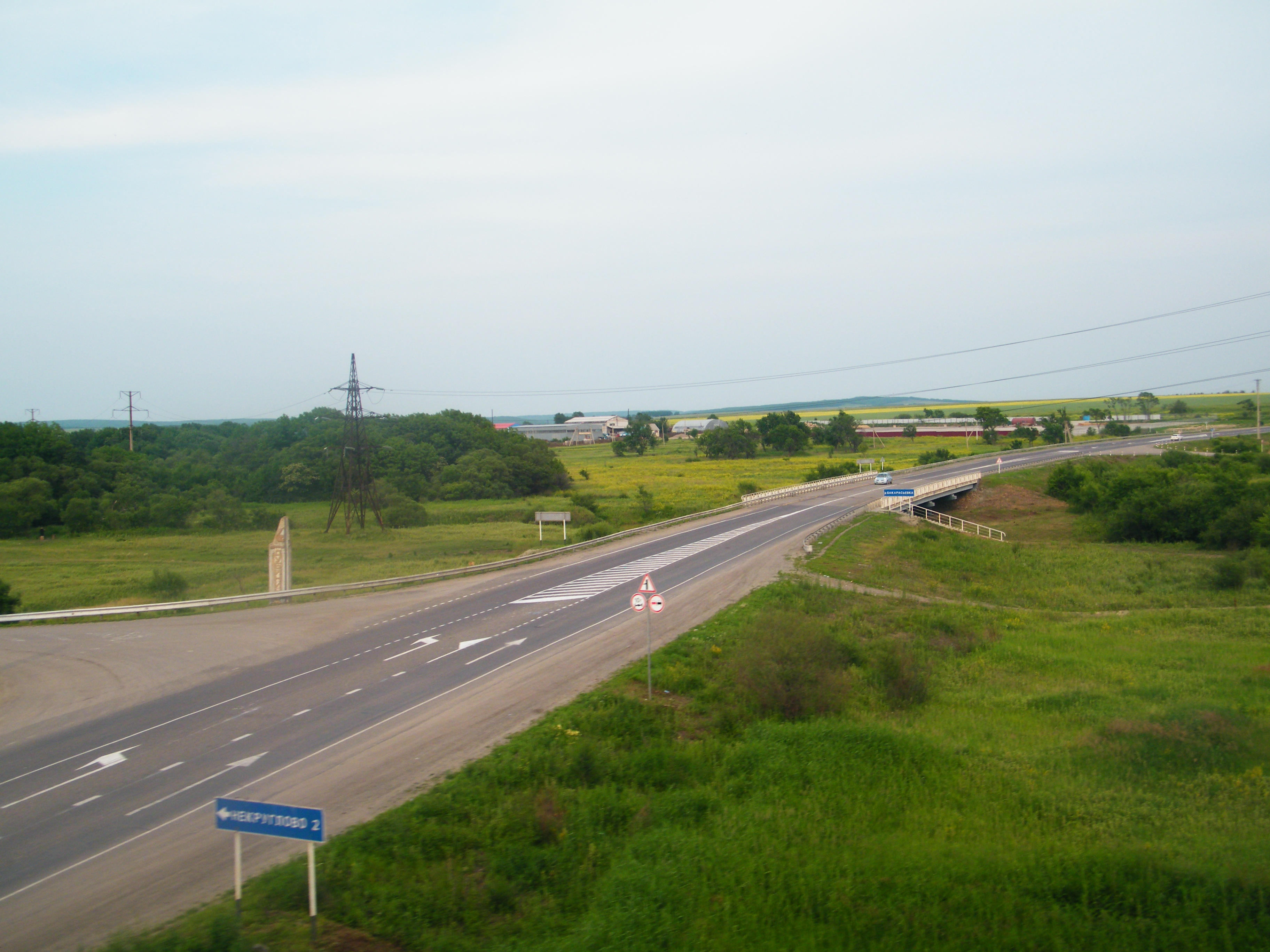
Мост через реку Бакарасьевка вблизи транспортной развязки Владивосток (→), Хабаровск (↑), Арсеньев (↗) и Михайловка (↓).
Перед мостом налево дорога к селу Некруглово.
Вид из окна поезда, следующего по Транссибу.

Берёт начало на западном склоне горы Острая, течёт в западном направлении, дважды пересекая автотрассу «Уссури» и в районном центре Михайловка впадает в реку Михайловку (приток реки Раковки).
Длина реки — 15 км. Ширина Бакарасьевки от 5 до 10 м. В летнее время часты паводки, вызываемые в основном интенсивными продолжительными дождями, в результате чего ширина русла увеличивается до 40 м. Зимой река ежегодно перемерзает. Вскрытие происходит в конце марта — начале апреля.

### Населённые пункты на реке
Зелёный Яр, Некруглово (стоит на ручье, правом притоке Бакарасьевки), Михайловка.

### Данные водного реестра
Код объекта в государственном водном реестре — 20040000412118200010822.